# Wahl zum Gesetzgebenden Rat der Goldküste 1946
Die Wahlen zum Gesetzgebenden Rat der Goldküste wurden 1946 in der britischen Kronkolonie Goldküste durchgeführt. Zu Beginn desselben Jahres hatten Verfassungszusätze aus der Kolonie Goldküste die erste Kolonie in Afrika mit einer Mehrheit afrikanischer Mitglieder gemacht, von den 32 Mitgliedern des Gremiums waren 21 Schwarze, darunter alle 18 gewählten Mitglieder. Am 23. Juli 1946 trat der Gesetzgebende Rat zu seiner ersten Versammlung zusammen.

## Hintergrund
Eine neue Verfassung für die Kolonie war per Order am 29. März 1946 verkündet worden. Der neue Gesetzgebende Rat sollte 18 gewählte und 14 ernannte Mitglieder haben. Außerdem sollte er erstmals auch für die Beaufsichtigung der Verwaltung der Region der Aschanti zuständig sein, die bisher nicht Teil der Kronkolonie war und direkt vom jeweiligen Gouverneur der Goldküste regiert wurde. Vier Mitglieder sollten in städtischen Gebieten gewählt werden, die übrigen von Provinzräten in den Provinzen.
Die neue Verfassung verlangte die Durchführung von Wahlen innerhalb von drei Monaten nach ihrer Verkündung und ein erstes Treffen des neu gewählten Gesetzgebenden Rates innerhalb von vier Monaten.